# آنتونیو گیسلانزونی

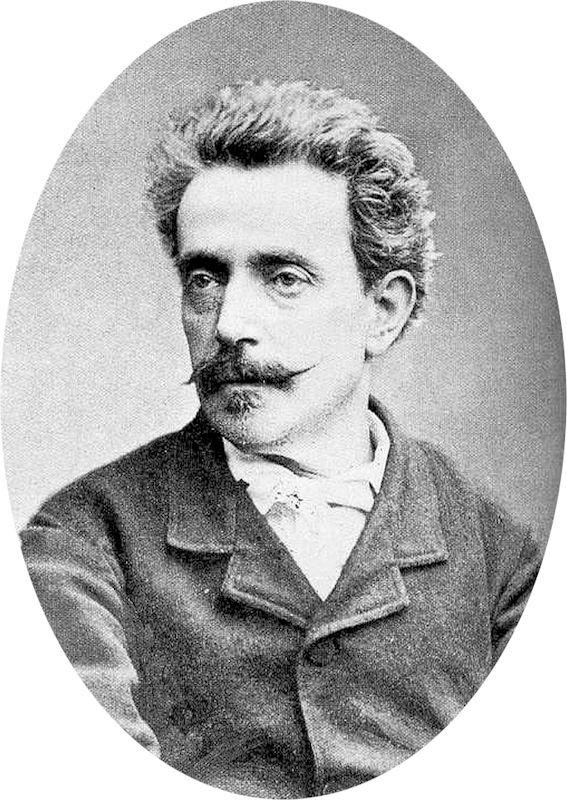
آنتونیو گیسلانزونی

آنتونیو گیسلانزونی (تلفظ ایتالیایی: [anˈtɔ:njo ɡizlanˈtso:ni]; ۲۵ نوامبر ۱۸۲۴ – ۱۶ ژوئیه ۱۸۹۳) روزنامه‌نگار، شاعر، و رمان‌نویس ایتالیایی بود که برای وردی، در میان دیگر آهنگسازان، آهنگ‌های لیبرتو نوشت که معروف‌ترین آن‌ها آیدا و نسخه اصلاح‌شده نیروی سرنوشت هستند.

## زندگی و شغل
گیسلانزونی در لکو، لومباردی به دنیا آمد و برای مدت کوتاهی در یک حوزه علمیه تحصیل کرد، اما به دلیل رفتار بد در سال ۱۸۴۱ از آنجا اخراج شد. او سپس تصمیم گرفت در پاویا در رشته پزشکی تحصیل کند، اما پس از مدت کوتاهی این کار را رها کرد تا به عنوان یک باریتون حرفه خوانندگی را دنبال کند و علایق ادبی خود را پرورش دهد.
در سال ۱۸۴۸، با تحریک افکار ملی‌گرایانه ماتزینی، گیسلانزونی چندین روزنامه جمهوری‌خواه را در میلان تأسیس کرد اما در نهایت مجبور شد به سوئیس پناهنده شود. هنگام سفر به رم، جایی که می‌خواست در حالی که برای کمک به دفاع از جمهوری نوپا به رم سفر کرده بود، گیسلانزونی توسط فرانسوی‌ها دستگیر و برای مدت کوتاهی در جزیره کرس بازداشت شد. 
در اواسط دهه ۱۸۵۰، گیسلانزونی پس از آزاد شدن، به روزنامه‌نگاری در محافل غیرقانونی میلان فعال شد و به عنوان مدیر مجله موسیقی ایتالیا و سردبیر مجله موسیقی میلان مشغول به کار شد. 
در سال ۱۸۶۹، گیسلانزونی از روزنامه‌نگاری کناره گرفت و بازنشسته شد و به زادگاهش لومباردی بازگشت، جایی که خود را وقف ادبیات و نوشتن اشعار برای اپرا کرد. 

## درگذشت
گیسلانزونی در سال ۱۸۹۳ در ۶۹ سالگی در کاپرینو برگاماسکو، برگامو درگذشت. او یک آتئیست بود.

## فیلم‌شناسی
- آیدا به کارگردانی کلمنته فراکاسی (۱۹۵۳)
- آیدا به کارگردانی کلاس فلبوم (۱۹۸۷)